# Trofeo Ciudad de Marbella
Trofeo Ciudad de Marbella (z hiszp. Trofeum miasta Marbella) – międzynarodowy towarzyski klubowy turniej piłkarski rozgrywany regularnie latem od 1963, z wyjątkiem 1979, na Estadio Municipal Antonio Lorenzo Cuevas w Marbelli (Hiszpania) i organizowany przez klub Atlético Marbella. Od 1963 do 1978 roku turniej nazywano Trofeo Semana del Sol (Trofeum Tygodnia Słońca), w latach 1979-1992 był nazywany Trofeo Ciudad de Marbella, a w 1993 i 1994 nosił nazwę Trofeo FORTA, w 1995 roku zmienił nazwę na Trofeo Antena 3 Marbella. W 1997 roku turniej przywrócił nazwę Trofeo Ciudad de Marbella, ale został przerwany w kolejnych sezonach. Początkowo w turnieju występowały trzy drużyny i rozgrywano systemem ligowym, ale w ostatnich latach turniej rozgrywany w formacie pojedynczego meczu.

## Finały
| Edycja                    | Rok       | Finał             | Finał           | Finał                | Inni uczestnicy                              |
| Edycja                    | Rok       | Zwycięzca         | Wynik           | Finalista            | Inni uczestnicy                              |
| ------------------------- | --------- | ----------------- | --------------- | -------------------- | -------------------------------------------- |
| Trofeo Semana del Sol     |           |                   |                 |                      |                                              |
| I                         | 1963      | Atlético Marbella | turniej         | ?                    | Real Balompédica Linense, Atlético Malegueńo |
| II                        | 1964      | UD Ceuta          | turniej         | ?                    | Atlético Marbella, UD Melilla                |
|                           | 1965–1966 | Nie rozgrywano.   | Nie rozgrywano. | Nie rozgrywano.      | Nie rozgrywano.                              |
| III                       | 1967      | Granada CF        | turniej         | ?                    | UD Ceuta, Atlético Marbella                  |
| IV                        | 1968      | Atlético Marbella | turniej         | ?                    | UD Tánger, Unión Estepona CF                 |
| V                         | 1969      | Atlético Marbella | turniej         | ?                    | UD Tánger, Granada CF                        |
|                           | 1970      | Nie rozgrywano.   | Nie rozgrywano. | Nie rozgrywano.      | Nie rozgrywano.                              |
| VI                        | 1971      | Xerez CD          | turniej         | ?                    | Atlético Marbella, Unión Estepona CF         |
|                           | 1972–1973 | Nie rozgrywano.   | Nie rozgrywano. | Nie rozgrywano.      | Nie rozgrywano.                              |
| VII                       | 1974      | Atlético Marbella | turniej         | ?                    | Algeciras, Unión Estepona CF                 |
| VIII                      | 1975      | Málaga CF         | turniej         | ?                    | Atlético Marbella, Córdoba CF                |
| IX                        | 1976      | Granada CF        | turniej         | ?                    | Málaga CF, Atlético Marbella                 |
| X                         | 1977      | FAR Rabat         | turniej         | ?                    | Racing Club Portuense, Atlético Marbella     |
| XI                        | 1978      | Málaga CF         | turniej         | ?                    | UD Ceuta, FAR Rabat                          |
|                           | 1979      | Nie rozgrywano.   | Nie rozgrywano. | Nie rozgrywano.      | Nie rozgrywano.                              |
| Trofeo Ciudad de Marbella |           |                   |                 |                      |                                              |
| I                         | 1980      | Sevilla FC        | 4:0             | Real Madrid Castilla | Everton F.C. 4:1 Os Belenenses               |
| II                        | 1981      | Sevilla FC        | 2:1             | CD Puebla            | Atlético Madryt 2:1 Málaga CF                |
| III                       | 1982      | Málaga CF         | 1:1 (k. 4:2)    | Liverpool F.C.       | Real Betis 3:0 Bayer 04 Leverkusen           |
| IV                        | 1983      | Málaga CF         | 2:1             | Atlético Madryt      | Luton Town F.C. 2:0 Eintracht Brunszwik      |
| V                         | 1984      | Os Belenenses     | 4:2             | Real Madrid Castilla | Málaga CF 5:2 Leeds United F.C.              |
| VI                        | 1985      | Peñarol           | 1:1 (k. 4:3)    | Real Betis           | Málaga CF 1:1 (k. 5:3) Atlético Marbella     |
| VII                       | 1986      | Real Betis        | 2:1             | Real Sociedad        | Manchester City F.C. 3:0 Málaga CF           |
| VIII                      | 1987      | Atlético Marbella | ?:?             | Granada CF           | Acassuso ?:? Real Balompédica Linense        |
| IX                        | 1988      | Málaga CF         | 2:1             | Rayo Vallecano       | Real Betis ?:? Atlético Marbella             |
| X                         | 1989      | Rayo Vallecano    | 4:0             | Atlético Marbella    | -                                            |
| XI                        | 1990      | Atlético Marbella | ?:?             | Burgos CF            | -                                            |
| XII                       | 1991      | Málaga CF         | 3:1             | Atlético Marbella    | -                                            |
| XIII                      | 1992      | Atlético Marbella | 2:1             | Atlético Madryt      | -                                            |
| Trofeo FORTA              |           |                   |                 |                      |                                              |
| I                         | 1993      | FC Barcelona      | turniej         | Sevilla FC           | Atlético Madryt                              |
| II                        | 1994      | Atlético Madryt   | 3:0             | Club Brugge          | -                                            |
| Trofeo Antena 3 Marbella  |           |                   |                 |                      |                                              |
| III                       | 1995      | Atlético Madryt   | 4:0             | Real Saragossa       | -                                            |
|                           | 1996      | Nie rozgrywano.   | Nie rozgrywano. | Nie rozgrywano.      | Nie rozgrywano.                              |
| Trofeo Ciudad de Marbella |           |                   |                 |                      |                                              |
| XIV                       | 1997      | Atlético Madryt   | 2:2 (k.)        | Real Valladolid      | -                                            |

## Statystyki
| Lp.    | Klub                 | Zdobywca | Finalista | Lata triumfów                            |
| ------ | -------------------- | -------- | --------- | ---------------------------------------- |
| 1.     | Atlético Marbella    | 7        | 2         | 1963, 1968, 1969, 1974, 1987, 1990, 1992 |
| 2.     | Málaga CF            | 6        | 0         | 1975, 1978, 1982, 1983, 1988, 1991       |
| 3.     | Atlético Madryt      | 3        | 2         | 1994, 1995, 1997                         |
| 4-5.   | Granada CF           | 2        | 1         | 1967, 1976                               |
|        | Sevilla FC           | 2        | 1         | 1980, 1981                               |
| 6-8.   | UD Ceuta             | 1        | 1         | 1964                                     |
|        | Real Betis           | 1        | 1         | 1986                                     |
|        | Rayo Vallecano       | 1        | 1         | 1989                                     |
| 9-13.  | Xerez CD             | 1        | 0         | 1971                                     |
|        | FAR Rabat            | 1        | 0         | 1977                                     |
|        | Os Belenenses        | 1        | 0         | 1984                                     |
|        | Peñarol              | 1        | 0         | 1985                                     |
|        | FC Barcelona         | 1        | 0         | 1993                                     |
| 14.    | Real Madrid Castilla | 0        | 2         |                                          |
| 15-20. | Liverpool F.C.       | 0        | 1         |                                          |
|        | Real Sociedad        | 0        | 1         |                                          |
|        | Burgos CF            | 0        | 1         |                                          |
|        | Club Brugge          | 0        | 1         |                                          |
|        | Real Saragossa       | 0        | 1         |                                          |
|        | Real Valladolid      | 0        | 1         |                                          |